# 中村亦夫
中村 亦夫（なかむら またお、1917年〈大正6年〉1月16日 - 1994年〈平成6年〉11月24日）は、日本の工業化学者、高分子化学者。工学博士（東京大学・1964年）。東京大学名誉教授。

## 略歴
新潟県新潟市（現 新潟市中央区）の新潟医学専門学校精神病学教室初代教授・中村隆治の三男として出生。
1934年（昭和9年）3月に新潟中学校を卒業、1939年（昭和14年）3月に新潟高等学校を卒業、1941年（昭和16年）12月に東京帝国大学工学部応用化学科を卒業。
1942年（昭和17年）1月に東京帝国大学工学部講師に就任、太平洋戦争で陸軍に入隊、最終階級は陸軍大尉、戦後、東京帝国大学第二工学部応用化学科主任教授・友田冝孝の指導下で研究。
1947年（昭和22年）3月に東京帝国大学第二工学部助教授に就任、1949年（昭和24年）5月から東京大学生産技術研究所で研究、1964年（昭和39年）6月に東京大学生産技術研究所教授に就任。
1977年（昭和52年）4月に東京大学を定年退官、東京大学名誉教授の称号を受称、東京理科大学理工学部応用生物学科教授に就任、生物工学を担当。
1994年（平成6年）11月24日午後2時20分に千葉県千葉市美浜区磯辺の千葉県救急医療センターでくも膜下出血のため死去、77歳没。

## 研究
発酵、糖類、糊料に関する研究を行った。

## 栄典
- 1990年（平成2年）11月03日 - 勲三等旭日中綬章[14]
- 1994年（平成6年）11月24日 - 正四位[15]

## 家族・親戚
- 中村隆治 - 父、新潟医学専門学校精神病学教室初代教授、新潟医科大学名誉教授。
- 中村年夫 - 次兄、元第四リース社長、元第四銀行常任監査役・常務取締役・営業部長・融資部長・審査部長・東京支店長・札幌支店長。
- 小沢七三郎 - 伯父（母の長兄）、小澤家2代目当主、豪商、回船問屋、元新潟銀行監査役、元新潟興業貯蓄銀行取締役。
- 小沢国治 - 義従兄［従姉の夫（小沢七三郎の婿養子〈長女の夫〉）］、小澤家3代目当主、弁護士、衆議院議員。
- 小沢辰男 - 義従甥［従姪の夫（小沢国治の婿養子〈長女の夫〉）］、小澤家4代目当主、厚生官僚、衆議院議員、第56代厚生大臣、第6代環境庁長官、第36代建設大臣。
- 斎藤喜十郎 - 伯父の義兄（小沢七三郎の妻の長兄）、斎藤家4代目当主、衆議院議員、貴族院議員。
- 伊藤文吉 - 伯父の義兄の義弟（斎藤喜十郎の妻の長弟）、伊藤家6代目当主、豪農、大地主。
- 宮崎吉夫 - 伊藤文吉の五男、東京医科歯科大学歯学部病理学教室初代教授、東京大学伝染病研究所病理学研究部長。

## 著作物

### 著書
- 『図解工業化学』友田冝孝・吉弘芳郎[共著]、同文書院、1956年。
- 『デンプン・タンパク・脂肪』谷久也・成田耕造・桑田勉[共著]、日本化学会[編]、大日本図書〈化学ライブラリー 12〉、1963年。
- 『食品化学』浅原照三・榧場逸志・黒岩城雄[共著]、日刊工業新聞社〈工業化学全書 67〉、1963年。
- 『天然物工業化学 II』町田誠之・松崎啓・野口順蔵・早川忠男・山本浩之・青木宏[共著]、小田良平・牧島象二・井本稔・坂井渡・岩倉義男[編]、朝倉書店〈近代工業化学 22〉、1967年。

### 監修書
- 『水溶性高分子』化学工業社、1973年。
  - 『水溶性高分子』増補、化学工業社、1981年。
  - 『水溶性高分子』新増補、化学工業社、1984年。
  - 『水溶性高分子』新増補2版、化学工業社、1987年。
  - 『水溶性高分子』新増補3版、化学工業社、1990年。

### 論文
- CiNii収録論文 - CiNii